# Pedro da Costa
Pedro da Costa   (Campo Grande, 1997) és un cantant català d'origen brasiler. Se'l coneix per haver participat en el programa d'Eufòria, havent quedat en el 4t lloc.

## Orígens
Es electricista de professió, tot i que va començar a cantar de ben petit, amb cinc anys, a l'Església de la seva ciutat natal, anys després la seva relació amb la música es va refredar. Quan tenia 15 anys, juntament amb la seva família es va traslladar a viure a Catalunya, primer a Manresa on tenia parents, després a Navarcles i posteriorment a Sant Fruitós de Bages. Recentment, deixà els estudis en robòtica per perseguir el seu veritable somni, i retrobar-se amb el món de la música. L'any 2022 va participar en el concurs televisiu de TV3 Eufòria, que el va donar a conèixer públicament.

## Pas per Eufòria
El març del 2022 va participar en el programa d'Eufòria i va ser un dels 16 seleccionats pel jurat. Va passar per les 8 primeres gales del programa sense problemes, però a la 9a gala va estar a la zona de perill estant a punt de ser eliminat, però finalment es va salvar gràcies als coaches. A la gala 10 va tornar a la zona de perill, però va ser salvat pel públic amb un ampli 73%. Després de salvar-se a la primera semifinal del programa; a la segona semifinal va quedar penúltim en la primera ronda —amb un 15%—, i a la segona ronda va ser eliminat amb un 29%. D'aquesta manera, va finalitzar el concurs en 4t lloc.

### Després del concurs
Després de participar en el programa d'Eufòria, es va guanyar la fama com a cantant. El 16 de juliol del 2022 va participar amb els altres concursants del programa en el concert del Palau Sant Jordi. Es va estrenar en solitari el 23 de juliol del 2022 en un concert a Sant Fruitós del Bages, a on va venir gent d'arreu de la comarca. El 28 d'agost del 2022, va participar en la Festa Major de Manresa i va fer el seu segon concert en solitari aquell mateix dia a la capital del Bages.